# 東京大学大気海洋研究所
東京大学大気海洋研究所（とうきょうだいがくたいきかいようけんきゅうじょ、英: Atmosphere and Ocean Research Institute, The University of Tokyo）は、東京大学の附置研究所であり、気候システムおよび海洋学を地球表層圏の観点でとらえ基礎研究を推進することを目的とする研究所である。2010年4月1日に東京大学海洋研究所と東京大学気候システム研究センターを統合して設立された。
共同利用・共同研究拠点に指定されている。学術研究船白鳳丸・淡青丸を保有していた（国立大学法人化の際、海洋研究開発機構に乗組員も含めて移管。淡青丸は2013年に退役し、後継船として新青丸が建造）。岩手県大槌町に国際・地域連携研究センターの地域連携研究部門（旧：国際沿岸海洋研究センター）を設置している。
東京大学大学院として大学院生を受け入れている（#大学院教育を参照）。

## 概要
大気海洋研究所は、2010年4月に海洋研究所と気候システム研究センターが統合し本所を柏キャンパスに移転してできた研究所である。
海洋と大気の基礎的研究を推進するとともに、地球表層圏に関する科学の深化を通じた社会貢献を目指している。3つの研究系（8つの研究部門）および研究連携領域、3つの研究センターに分かれ、共同利用・共同研究拠点であるとともに、研究船（白鳳丸、新青丸）や岩手県大槌キャンパスの陸上研究施設などを通じて、気候の数値モデル等を国内外に提供し、共同研究を推進している。
国際・地域連携研究センターの地域連携研究部門（旧：国際沿岸海洋研究センター）が所在する岩手県大槌町の三陸沿岸域は、親潮と黒潮の混合水域である。生物の生産性と多様性の高い、沿岸海洋研究に有利な立地条件を備えている海域であり、国内最大規模の臨海施設として機能してきた。東日本大震災による被害を受け、旧敷地よりも数百メートル高台の赤浜地区に、2018年2月、新たな研究実験棟・共同研究員宿舎棟（宿泊棟）が完成、津波による生態系の破壊の実態とその再生過程の解明を中心課題とする研究活動は震災前以上に活発に行われている。

## 沿革

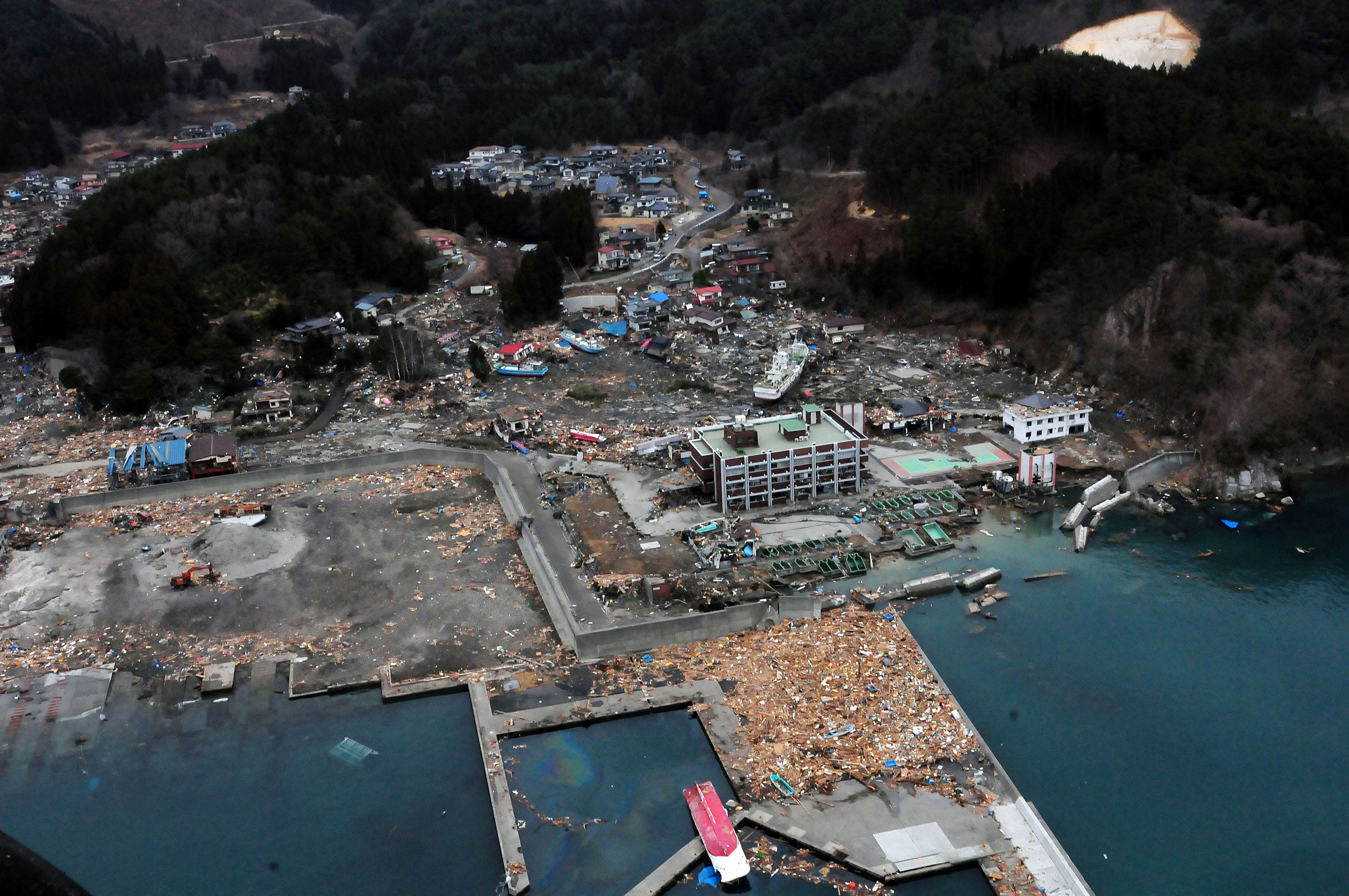
東北地方太平洋沖地震に伴う津波で甚大な被害を負った国際沿岸海洋研究センター。3月15日アメリカ軍のヘリコプターより空撮。

- 2010年4月1日 - 東京大学海洋研究所（東京都中野区）、東京大学気候システム研究センター（2005年3月に本郷キャンパスから柏キャンパスへ移転）を統合改組し、大気海洋研究所を設置。海洋研究所の各研究部門は中野キャンパスから柏キャンパスへ完全移転。
- 2011年3月11日 - 東北地方太平洋沖地震が発生。津波が附属国際沿岸海洋研究センター研究棟（岩手県大槌町）の3階まで到達し、甚大な被害を負った。
- 2012年4月 - 国際沿岸海洋研究センター生物資源再生分野を設置。
- 2014年4月 - 高解像度環境解析研究センターを設置。
- 2018年2月末 - 国際沿岸海洋研究センターに研究実験棟と宿泊棟が竣工。
- 2022年4月 -
  - 研究系は部門を運用単位とし、分野制を廃止。
  - 国際沿岸海洋研究センターと国際連携研究センターを統合し国際・地域連携研究センターに改組。
  - 高解像度環境解析研究センターを先端分析研究推進室、共同利用・共同研究推進室、オープンサイエンス推進室（新設）、広報戦略室等からなる共同利用・共同研究推進センターに改組。研究航海企画センターは廃止。

## 組織

### 研究系
- 気候システム研究系
  - 気候モデリング研究部門
  - 気候変動現象研究部門

- 海洋地球システム研究系
  - 海洋物理学部門
  - 海洋化学部門
  - 海洋底科学部門

- 海洋生命システム研究系
  - 海洋生態系科学部門
  - 海洋生命科学部門
  - 海洋生物資源部門

### 研究連携領域
- 海洋学際研究領域

### 附属研究施設
- 国際・地域連携研究センター
  - 国際連携研究部門（旧：国際連携研究センター）
  - 地域連携研究部門（旧：国際沿岸海洋研究センター）
    - 大槌研究拠点

所在地：〒028-1102 岩手県上閉伊郡大槌町赤浜1丁目19番8号
- 奄美研究拠点（設置予定）

所在地：〒894-1531 鹿児島県大島郡瀬戸内町大字手安字須手802番地 
- 海洋アライアンス推進室

- 共同利用・共同研究推進センター
  - 先端分析研究推進室
  - 共同利用・共同研究推進室
    - 陸上研究推進グループ
    - 観測研究推進グループ[注釈 3]
    - 沿岸研究推進グループ[注釈 4]
    - 気候研究推進グループ

  - オープンサイエンス推進室
  - 広報戦略室
  - 環境安全管理室
  - 電子計算機ネットワーク管理室
  - 知的財産室

- 地球表層圏変動研究センター
  - 古環境変動分野
  - 海洋生態系変動分野
  - 生物遺伝子変動分野
  - 大気海洋系変動分野

### 学術研究船
- 遠近海調査研究船 白鳳丸（海洋研究開発機構運航）
- 東北海洋生態系調査研究船 新青丸

退役した船
- 日本近海調査研究船 淡青丸（1882年 - 2013年1月31日）

## 大学院教育
大気海洋研究所は、前身の海洋研究所、気候システム研究センターと同様に、東京大学大学院の教育機関として大学院生と研究者の人材育成を担当している。現在も各研究部門および研究センターの各分野で学生の募集を行っている。大気海洋研究所が受け持っている大学院の専攻の一覧は次の通りである。
- 理学系研究科
  - 地球惑星科学専攻
  - 生物科学専攻
  - 化学専攻
- 農学生命科学研究科
  - 水圏生物科学専攻
  - 農学国際専攻
- 新領域創成科学研究科
  - 自然環境学専攻
  - 先端生命科学専攻
  - 情報生命科学専攻
  - サステイナビリティ学教育プログラム
- 工学系研究科
  - 社会基盤学専攻
- 総合文化研究科
  - 国際環境学プログラム

## 所在地
- 〒277-8564 千葉県柏市柏の葉5丁目1番5号

気候システム研究系は東京大学柏キャンパスの総合研究棟内に、その他の研究系は同キャンパス西部に新設された大気海洋研究所棟内にある。

## 交通アクセス
- 首都圏新都市鉄道つくばエクスプレス柏の葉キャンパス駅より
  - 徒歩25分
  - 東武バスで13分
- 東武野田線江戸川台駅より徒歩30分
- JR常磐線柏駅より東武バスで25分

## 統合前

### 東京大学海洋研究所

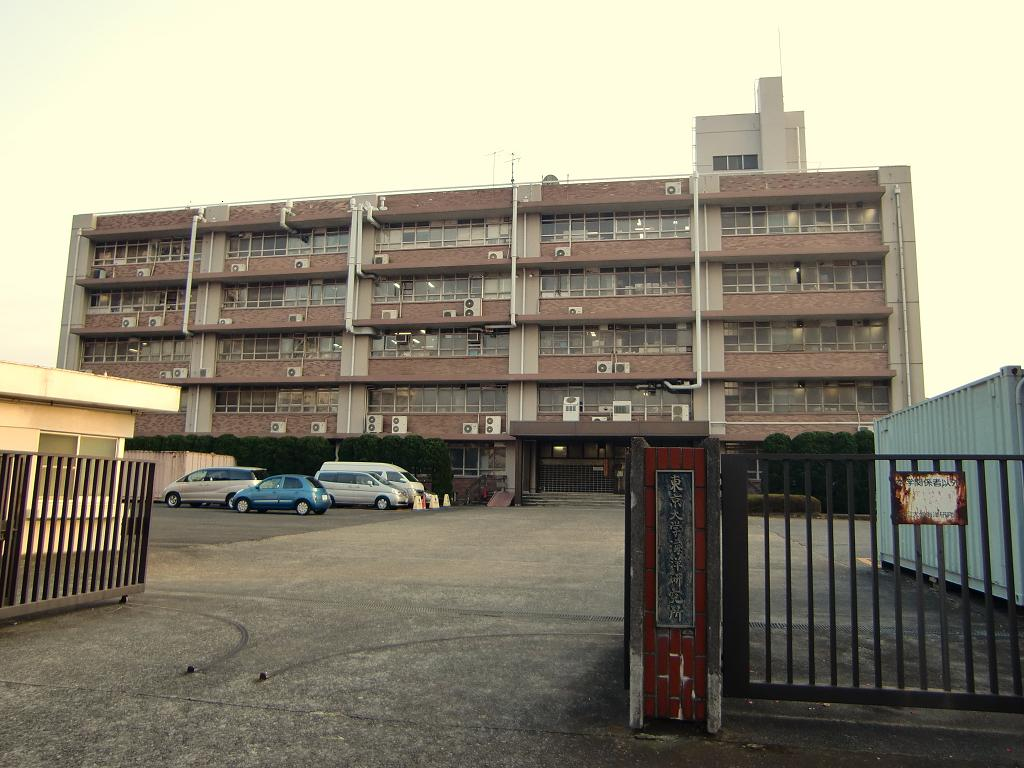
中野キャンパスに所在した東京大学海洋研究所（1962年4月 - 2010年3月）。建物は2012年に解体された。

東京大学海洋研究所（とうきょうだいがくかいようけんきゅうじょ、英: Ocean Research Institute The University of Tokyo、略称：ORI または海洋研）は、東京大学の附置研究所の一つであり、全国共同利用研究所として設置されていた。海洋学に関する研究が行われていた。
所在地
- 〒164-8639 東京都中野区南台1丁目15番1号

東京大学中野キャンパス内の東京大学教育学部附属中等教育学校に隣接する場所にあった。
交通アクセス
- JR新宿駅西口から京王バスを利用する場合
  - バス乗り場 「17番：永福町行・佼成会聖堂前行」からバスで10分
  - バス停 「弥生町3丁目」または「東大附属前」で下車、徒歩2分
- 東京メトロ丸ノ内線中野新橋駅から徒歩10分
- 京王線幡ヶ谷駅から徒歩20分
- 都営地下鉄大江戸線西新宿五丁目駅から徒歩10分

沿革
- 1962年4月 - 海洋研究所、東京大学に附置（海洋物理部門、海底堆積部門の2部門）。
- 1963年
  - 4月 - 資源解析部門、プランクトン部門を設置（4部門）。
  - 6月 - 研究船、淡青丸竣工。
- 1964年4月 - 海洋無機化学部門、海洋生物生理部門を設置（6部門）。
- 1965年4月 - 海底物理部門、資源生物部門を設置（8部門）。
- 1966年4月 - 海洋気象部門、海洋微生物部門を設置（10部門）。
- 1967年
  - 3月 - 研究船、白鳳丸竣工。
  - 6月 - 海洋生化学部門を設置（11部門）。
- 1968年4月 - 漁業測定部門を設置（12部門）。
- 1970年4月 - 海洋生物生態部門を設置（13部門）。
- 1972年5月 - 資源環境部門を設置（14部門）。
- 1973年4月 - 大槌臨海研究センターを設置。
- 1975年4月 - 大洋底構造地質部門を設置（15部門）。
- 1990年6月 - 海洋分子生物学部門を設置（16部門）。
- 1994年6月 - 海洋科学国際共同研究センターを設置。
- 2000年4月 - 16部門を6部門16分野に改組。海洋環境研究センターを設置。
- 2003年4月 - 大槌臨海研究センターを国際沿岸海洋研究センターに改称・改組。
- 2004年4月 - 東京大学の国立大学法人化に伴い、東京大学海洋研究所の組織、運営形態を改組。海洋環境研究センターを先端海洋システム研究センターに改組。研究船、淡青丸および白鳳丸を独立行政法人海洋研究開発機構へ移管。
- 2006年11月 - 海洋研究連携分野（生物圏環境学）を設置。
- 2007年7月 - 海洋アライアンス分野を設置。

組織
海洋研究所は6研究部門16分野に加え、3つの附属施設、2つの学術研究船を有していた。また、気候システム研究センターは2研究部門6分野で構成されていた。気候システム研究センターの各研究部門は、主に大気海洋研究所の気候システム研究系へ受け継がれている。
- 研究部門
  - 海洋物理学部門 - 海洋大循環分野、海洋大気力学分野
  - 海洋化学部門 - 海洋無機化学分野、生元素動態分野
  - 海洋底科学部門 - 海洋底地質学分野、海洋底地球物理学分野、海洋底テクトニクス分野
  - 海洋生態系動態部門 - 浮遊生物分野、微生物分野、底生生物分野
  - 海洋生命科学部門 - 生理学分野、分子海洋科学分野、行動生態計測分野
  - 海洋生物資源部門 - 環境動態分野、資源解析分野、資源生態分野
- 附属研究施設
  - 国際沿岸海洋研究センター - 沿岸生態分野、沿岸保全分野、地域連携分野
  - 海洋科学国際共同研究センター - 企画情報分野、研究協力分野
  - 先端海洋システム研究センター - 海洋システム計測分野、海洋システム解析分野
- 学術研究船
- 共同利用研究船 淡青丸（海洋研究開発機構運航）
- 共同利用研究船 白鳳丸（海洋研究開発機構運航）

### 東京大学気候システム研究センター
東京大学気候システム研究センター（とうきょうだいがくきこうシステムけんきゅうセンター、英: Center for Climate System Research, University of Tokyo、略称：CCSR）は、東京大学の全学センター（附属機関）の一つであり、全国共同利用施設として設置されていた。気候システムに関する研究が行われていた。
沿革
- 1991年
  - 4月12日 - 東京大学本郷キャンパス内に気候システム研究センター（全国共同利用施設）が設立される（期限は2001年3月まで）。
  - 10月 - グローバル気候学寄付研究部門を設置（1996年9月まで）。
- 1992年2月 - 駒場IIキャンパスに移転。
- 1997年4月 - グローバル気候変動学寄付研究部門を設置（2000年3月まで）。
- 2001年4月 - 気候システム研究センター（第2世代）が設置される（期限は2011年3月まで）。
- 2005年3月 - 柏キャンパス総合研究棟に移転。

組織
- 研究部門
  - 気候モデリング研究部門
    - 大気システムモデリング研究分野
    - 海洋システムモデリング研究分野
    - 気候システムモデリング研究分野
    - 気候モデル（外国人客員）研究分野

  - 気候変動現象研究部門
    - 気候変動研究分野
    - 気候データ総合解析研究分野